# Bothriospondylus
Bothriospondylus is een geslacht van uitgestorven plantenetende sauropode dinosauriërs dat leefde tijdens het Jura.

## Naamgeving en vondst
In 1875 benoemde en beschreef Richard Owen een aantal sauropode ruggenwervels uit Engeland als vier soorten van een nieuw geslacht: Bothriospondylus. De geslachtsnaam is afgeleid van het Klassiek Griekse bothrios, 'uitgehold' en spondylos, 'wervel', een verwijzing naar het feit dat al deze wervels sterk gepneumatiseerd waren, doortrokken van luchtholten.

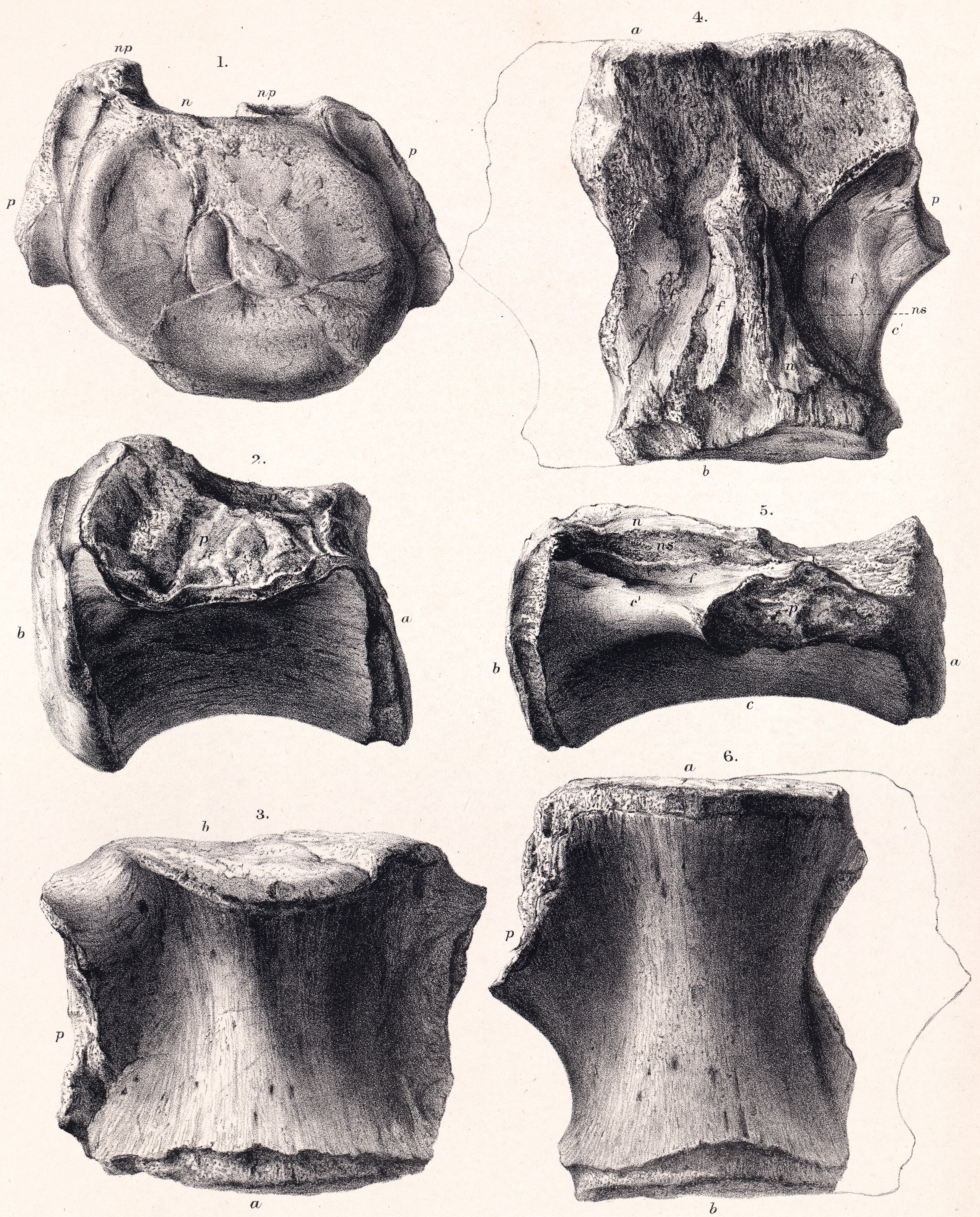
BMNH R44592-5

De typesoort was Bothriospondylus suffossus. De soortaanduiding betekent 'ondergraven' in het Latijn, een verwijzing naar de pleurocoelen, uithollingen aan beide zijden, die samen bijna het hele wervelcentrum doorboorden. Veel publicaties geven de soortaanduiding fout als 'suffosus'. Het genoholotype, BMNH R44592-5, bestaat uit vier achterste ruggenwervels die in Wiltshire gevonden waren in kleilagen uit het Kimmeridgien, de Kimmeridge Clay. Ook drie sacrale wervels werden aan de soort toegewezen; die kwamen kennelijk van een jong dier daar ze niet vergroeid waren.
De tweede soort was Bothriospondylus robustus. De soortaanduiding betekent 'de zwaargebouwde' in het Latijn. Het holotype bestaat uit een zwaarder gebouwde ruggenwervel uit dezelfde locatie, BMNH R22428.
De derde soort was Bothriospondylus elongatus. De soortaanduiding is Latijn voor 'de langgerekte'. Het holotype is een ruggenwervel uit Sussex, BMNH R2239, die eerder door Harry Govier Seeley als syntype voor Ornithopsis hulkei gebruikt was.
De vierde soort was een hernoeming van het andere syntype van Ornithopsis hulkei Seeley 1870, het huidige lectotype NHM 28632, tot Bothriospondylus magnus. De soortaanduiding betekent 'de grote'. Een dergelijke hernoeming is in strijd met de moderne regels.
Owen herzag zijn naamgeving al snel. Reeds in een toevoeging aan een tweede deelartikel in dezelfde monografie — het zetsel van het eerste deelartikel was al gereed en kon niet meer gewijzigd worden — hernoemde hij B. robustus tot een Marmarospondylus robustus.
In 1895 benoemde Richard Lydekker resten uit Madagaskar, holotype MAA 91-92, tot een vijfde soort: Bothriospondylus madagascariensis. Het holotype bestaat uit een gedeeltelijke voorpoot.
In 1902 verwees baron Franz Nopcsa een wervel uit Argentinië aan Bothriospondylus; deze dateerde echter uit het Laat-Krijt.
In 1908 wees Friedrich von Huene al het Engelse materiaal toe aan Pelorosaurus. In 1922 begreep von Huene dat Ornithopsis prioriteit had, deed Ornithopis hulkei herleven en maakte van B. suffossus een Ornithopsis suffossa. Veel geleerden bleven echter de naam Bothriospondylus gebruiken. In de jaren dertig en veertig werden fragmentarische resten uit Frankrijk, onder meer van de ledematen, aan de soort toegewezen en in de jaren zeventig tanden uit Portugal.
In 1986 hernoemde José Fernando Bonaparte B. madagascariensis tot Lapparentosaurus.
In 2010 probeerde Philip Mannion wat orde te scheppen uit de chaos. Hij concludeerde dat Bothriospondylus een nomen dubium was omdat het materiaal te zwaar beschadigd was. Hij bevestigde dat Ornithopis hulkei prioriteit had boven B. magnus. De wervel uit Argentinië zou toebehoren aan Nopcsaspondylus. Het Malagassische materiaal zou uit twee niet verwante vormen bestaan: naast Lapparentosaurus een voorlopig als ?Bothriospondylus madagascariensis aangeduide soort, specimen MNHN MAJ 289; deze zou wel unieke en onderscheidende eigenschappen hebben maar het materiaal was toch van te slechte kwaliteit dat Mannion een nieuwe naam durfde scheppen.

## Beschrijving
De wervels door Owen beschreven zijn tamelijk plat, sterk geërodeerd, en licht opisthocoel: bol van voren en hol van achteren. Aan Bothriospondylus is wel een lengte toegeschreven van twintig meter maar die schatting is volledig speculatief.
Volgens Émilie Läng en Florent Goussard zou ?Bothriospondylus madagascariensis zich onderscheiden door het hoge aantal van vijf polsbeenderen, geordend in drie rijen.

## Fylogenie
Owen, die de sauropoden nog niet als groep kende, kwam in 1875 niet verder dan Dinosauria als plaatsing. Die eerste die begreep dat het een lid van Sauropoda betrof was Henri-Émile Sauvage in 1882. Lydekker meende in 1888 nog even dat het een carnivoor zou kunnen zijn, een lid van de Megalosauridae. In 1895 echter schiep hij een eigen Bothriospondylidae. Dat zou echter geen navolging vinden en het geslacht werd aan velerlei groepen toegedacht: de Cardiodontidae, de Morosauridae of de Cetiosauridae. Het populairst was echter een verwantschap met Brachiosaurus in een Brachiosaurinae of Brachiosauridae, Vaak werd het dier in illustraties als een brachiosauride afgebeeld. In feite is er echter geen enkel kenmerk dat op die verwantschap wijst. Hoogstens kan gezegd worden dat het Engelse materiaal van neosauropode dinosauriërs afkomstig is. Volgens Mannion valt ?Bothriospondylus madagascarienis buiten de Neosauropoda en is het een basaal lid van de ruimere Eusauropoda.